# A grande richiesta
A grande richiesta è stato un varietà musicale televisivo italiano in onda in prima serata su Rai 1 per cinque puntate, dal 13 febbraio al 3 aprile 2021.

## Il programma
Il programma, realizzato presso gli studi Voxson in Roma, consiste in un ciclo di cinque serate monotematiche, diverse tra loro, unite dall'obiettivo comune di celebrare alcuni grandi artisti dello spettacolo e della musica italiana.
Ogni puntata infatti si diversifica nel titolo e nella conduzione, come in un vero e proprio show a sé, ed è incentrata su uno specifico personaggio (ad eccezione della prima, dedicata alle canzoni d'amore - in occasione del giorno di San Valentino - intitolata Parlami d'amore e condotta da Veronica Pivetti e Paolo Conticini), coadiuvato dalla presenza di amici e ospiti: 
- Seconda puntata: Minaccia bionda, con protagonista Patty Pravo (condotta da Flavio Insinna con Pino Strabioli);
- Terza puntata: Che sarà sarà, con protagonisti i Ricchi e Poveri (condotta da Carlo Conti);
- Quarta puntata: Non sono una signora - Loredana 70, con protagonista Loredana Bertè (condotta da Alberto Matano);
- Quinta puntata: Una serata tra amici, con protagonista Christian De Sica (condotta da Pino Strabioli).

Il pubblico in studio, notevolmente ridotto per via delle restrizioni legate all'emergenza sanitaria da COVID-19, è rappresentato dai cosiddetti ''playlister'' nella prima puntata (ovvero degli abituali consumatori di musica, con il compito di eleggere la più bella canzone d'amore della serata, risultata poi essere Perdere l'amore di Massimo Ranieri) e nelle puntate successive da un ristretto gruppo di fan dell'artista protagonista della serata.
A causa dei fallimentari dati d'ascolto registrati, la trasmissione, inizialmente collocata al sabato sera il 13 e 20 febbraio 2021 per le prime due puntate, viene dapprima spostata a martedì 23 febbraio 2021 per la terza puntata (per poi tornare al sabato sera con la quarta il 9 marzo 2021, dopo la pausa forzata dovuta al Festival di Sanremo) e in seguito sospesa temporaneamente, concludendosi con la quinta ed ultima solo il 3 aprile 2021, puntata trasmessa a quasi un mese di distanza dalla precedente. 
Il 28 agosto 2021 va in onda, sempre in prima serata su Rai 1, uno speciale intitolato A grande richiesta - Il meglio di, un rimontaggio delle tre serate incentrate sui Ricchi e Poveri, Patty Pravo e Loredana Bertè, con un ascolto pari a 1.921.000 telespettatori e il 13,7% di share. 

## Serate
| Puntata | Messa in onda    | Titolo                             | Tema/Protagonista | Conduzione                         | Ospiti | Ascolti        | Ascolti | Ascolti |
| Puntata | Messa in onda    | Titolo                             | Tema/Protagonista | Conduzione                         | Ospiti | Telespettatori | Share   | Fonte   |
| ------- | ---------------- | ---------------------------------- | ----------------- | ---------------------------------- | --- | -------------- | ------- | ------- |
| 1       | 13 febbraio 2021 | Parlami d'amore                    | San Valentino     | Veronica Pivetti e Paolo Conticini | Massimo Ranieri, Gino Paoli, Danilo Rea, Rita Pavone, Peppino di Capri, Marcella Bella, Gigi D’Alessio, Irene Grandi, Fausto Leali, Dolcenera, Michele Zarrillo, Riccardo Fogli, Sergio Cammariere, Karima | 2 282 000      | 10,20%  | [ 1 ]   |
| 2       | 20 febbraio 2021 | Minaccia bionda                    | Patty Pravo       | Flavio Insinna con Pino Straboli   | Antonello Venditti, Francesco De Gregori, Morgan, Elettra Lamborghini, Nina Zilli, Elio, Giovanni Allevi, N.A.I.P., Giovanni Caccamo, Stefano Di Battista                                                  | 1 893 000      | 8,30%   | [ 2 ]   |
| 3       | 23 febbraio 2021 | Che sarà sarà                      | Ricchi e Poveri   | Carlo Conti                        | Al Bano, Roberto Vecchioni, Don Bruno Maggioni, Ivan Urgant, José Feliciano | 2 685 000      | 12,60%  | [ 4 ]   |
| 4       | 9 marzo 2021     | Non sono una signora - Loredana 70 | Loredana Bertè    | Alberto Matano                     | Boomdabash, Asia Argento, Gaetano Curreri, Serena Dandini, Zucchero, Clementino, Marcella Bella, Enzo Gragnaniello, Giusy Ferreri, Erminio Sinni                                                           | 2 488 000      | 11,00%  | [ 5 ]   |
| 5       | 3 aprile 2021    | Una serata tra amici               | Christian De Sica | Pino Strabioli                     | Carlo Verdone, Maria Rosa De Sica | 2 218 000      | 9,60%   | [ 6 ]   |
| Media   | Media            | Media                              | Media             | Media                              | Media | 2 313 000      | 10,34%  | 10,34%  |